# Patching and capping
Patching and capping è il termine con il quale si intende l'aggregazione di anticorpi marcati con fluorocromi, legati a proteine di membrana di cellule viventi. 

## Meccanismo di azione
Se in vitro vengono incubate cellule viventi esprimenti un determinato recettore di membrana, con anticorpi monoclonali diretti contro lo stesso recettore, e gli anticorpi vengono marcati con dei fluorocromi, con l'uso del microscopio a fluorescenza, si può dimostrare la dinamica degli effetti prodotti dall'interazione recettore/ligando. 
In un primo momento i recettori danno luogo al fenomeno del cross-linking, ovvero si aggregano sulla superficie della cellula, formando, alla fluorescenza, delle macchie; questo fenomeno in inglese viene definito patching. Dopo alcune ore i recettori vengono a disporsi tutti verso un polo della cellula, formando una struttura che viene definita "cap"; questo fenomeno viene definito "capping". Successivamente i complessi recettore/ligando vengono internalizzati. Questo fenomeno è stato dimostrato sui linfociti B, incubati con anticorpi monoclonali leganti dei recettori espressi su questo citotipo. Altresì è utile sottolineare che questo non è un fenomeno comune a tutte le cellule;  molte cellule formano i patch, ma solo poche formano i cap.